# Hemonia simillima
Hemonia simillima là một loài bướm đêm thuộc phân họ Arctiinae, họ Erebidae.